# モンスターファームアドバンス2
『モンスターファームアドバンス2』はテクモが2002年10月25日にゲームボーイアドバンス用ソフトとして発売した。

## 概要
前作の『モンスターファームアドバンス』のシステムが引き続き使用できる。今作から前作になかった冒険が行えるようになる。また、戦闘ではカウンターが使用可能になっている。『モンスターファーム (PlayStation)』の登場人物ホリィや『モンスターファーム2』のコルトも登場する。モンスターのグラフィックは一部のモンスターのみ形が変わる。

## 登場人物
ホリィ
「MF1」から登場している女性ブリーダー。
ハンター
今作から登場する若手ブリーダー。
コルト
「MF2」から登場している女性ブリーダー。
バラック
モンスターの怪我を治す医師。
タルト
ナース。
シャモア
「MFA」から登場しているモンスター工房のおばさん。
カラス
「MFA」から登場している商人。
マードック
「MFA」から登場しているAGIMAの会長。
ボルゾイ
「MFA」から登場しているAGIMAの機械施設担当官。
フランチェスカ
「MFA」から登場しているAGIMAの女性職員。
アロマ
「MFA」から登場している女性。現在はブリーダーとして活躍している。
ゼスト
「MFA」から登場しているアロマの兄。
ガボン
今作から登場するホリィの知り合い。体格は筋肉があり性別は男。
カルート
今作から登場する謎の男。戦闘意欲が高く強い者しか相手しない。

## モンスター
- 今作から登場
  - ガルゥ
  - ギタン
  - ライデン
- 他の作品から登場
  - ナーガ
  - ゴーレム
  - ライガー
  - ハム
  - ピクシー
  - ニャー
  - スエゾー
  - ドラゴン
  - ヘンガー
  - モノリス
  - ガリ
  - らくがき
  - デュラハン
  - ダックン
  - ロードランナー
  - アローヘッド
  - モッチー
  - ジョーカー
  - ヒノトリ
  - タコピ
  - モモ
  - モギィ
  - サイローラー
  - レシオネ
  - ザン
  - スズリン
  - アントラン